# Abtei Notre-Dame de Jouarre

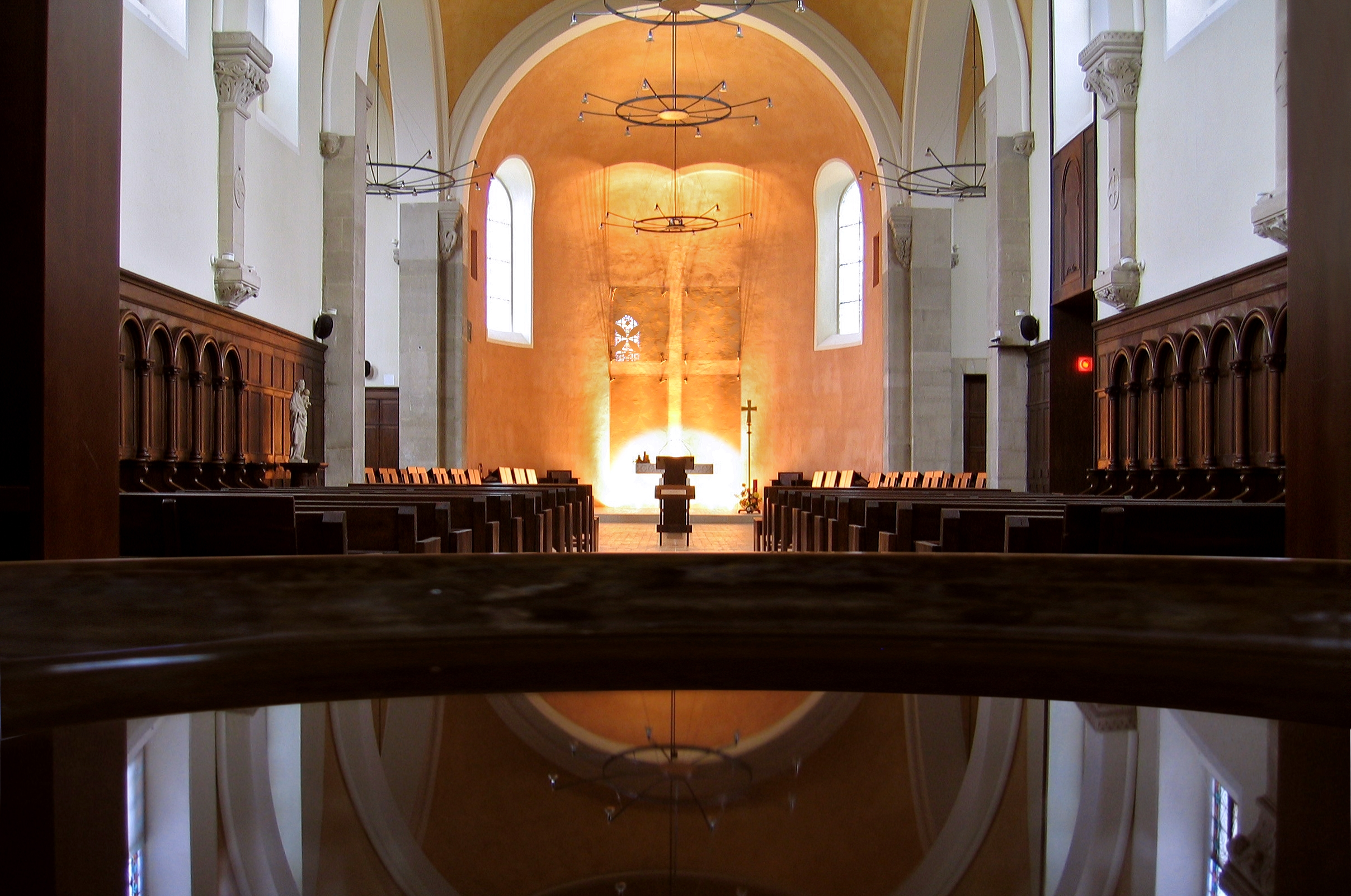
Kirche der Abtei Notre-Dame de Jouarre

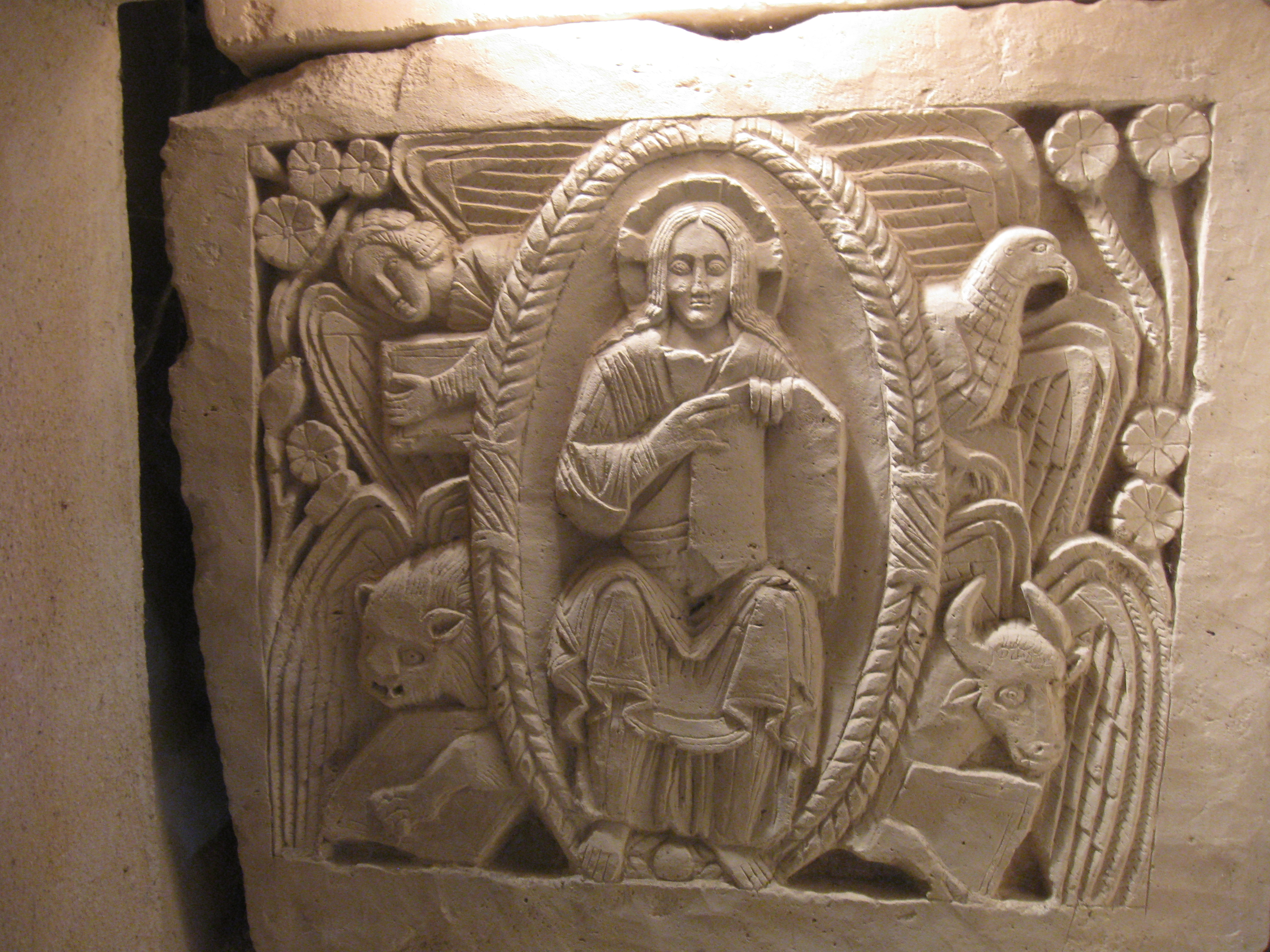
Grab des hl. Agilbert

Die Abtei Notre-Dame de Jouarre ist eine Benediktinerinnen-Abtei in der Gemeinde Jouarre im Département Seine-et-Marne in Frankreich. Besonders bedeutend ist die romanische Krypta mit dem Sarkophag des heiligen Agilbert. Sie ist ein seit 1840 geschütztes Baudenkmal.

## Geschichte
Die Abtei wurde um 630 unter dem Einfluss des Heiligen Columban von Luxeuil von Theodechilde als Doppelkloster für Männer und Frauen gegründet und wird noch heute von einer Benediktinerinnengemeinschaft bewohnt. Im 9. und 10. Jahrhundert war die Abtei ein bedeutender Wallfahrtsort, im 11. und 12. entwickelte sich um die Abtei eine befestigte Siedlung, die heutige Stadt Jouarre.
1571 floh die zum Protestantismus konvertierte Äbtissin Charlotte de Bourbon-Montpensier nach Deutschland und heiratete später Wilhelm von Oranien.
Das durch die Französische Revolution geschlossene Kloster beherbergte ab 1821 wieder eine Schwesterngemeinschaft und wurde 1837 von der durch Thérèse de Bavoz gegründeten Benediktinerinnenabtei Pradines als Tochterkloster übernommen. Der Benediktinerinnenkonvent zählt heute 40 Nonnen.

## Äbtissinnen
7. Jahrhundert:
- Theodechilde (Telchilde)
- Agilberta
- Balde

9. Jahrhundert:
- Ermentrude

15. Jahrhundert:
- Jeanne d’Ailly

16. Jahrhundert:
- Madeleine d’Orléans Bâtarde d’Angoulême († 1543), uneheliche Tochter von Charles d’Orléans, comte d’Angoulême
- Charlotte de Bourbon (* 1546, † 1582), Tochter von Louis III. de Bourbon, duc de Montpensier
- Louise de Bourbon
- Claude Louise de Longwy (Haus Chaussin)
- Jeanne de Bourbon (* 1541, † 1620), Tochter von Louis III. de Bourbon, duc de Montpensier
- Jeanne de Lorraine (* 1586 † 1638), Tochter von Henri I. de Lorraine, duc de Guise

17. Jahrhundert:
- Henriette de Lorraine (* 1631, † 1693), Tochter von Claude de Lorraine, duc de Chevreuse
- Anne-Marguerite de Rohan (1692–1721)

18. Jahrhundert:
- Charlotte-Armande de Rohan (1721–1729)
- Anne-Thérèse de Rohan (1730–1738), (* 1684, † 1738), Tochter von Charles III. de Rohan
- Catherine-Henriette de Montmorin (1738–1792)

19. Jahrhundert:
- Sainte Symphorose Bagot (1837–1840)
- Athanase Gilquin (1840–1881)
- Benoît Bernier (1881–1908)

20. Jahrhundert:
- Angèle Bontemps
- Pierre Vidard (1956–1964)
- Aguilberte de Suremain (1965–1995)
- Marie-David Giraud (1995–2005)
- Geneviève Barrière (seit 2009)